# Liste von Persönlichkeiten der Stadt Pesaro
Diese Liste enthält in Pesaro geborene Persönlichkeiten sowie solche, die in Pesaro gewirkt haben, dabei jedoch andernorts geboren wurden. Die Liste erhebt keinen Anspruch auf Vollständigkeit.

## In Pesaro geborene Persönlichkeiten

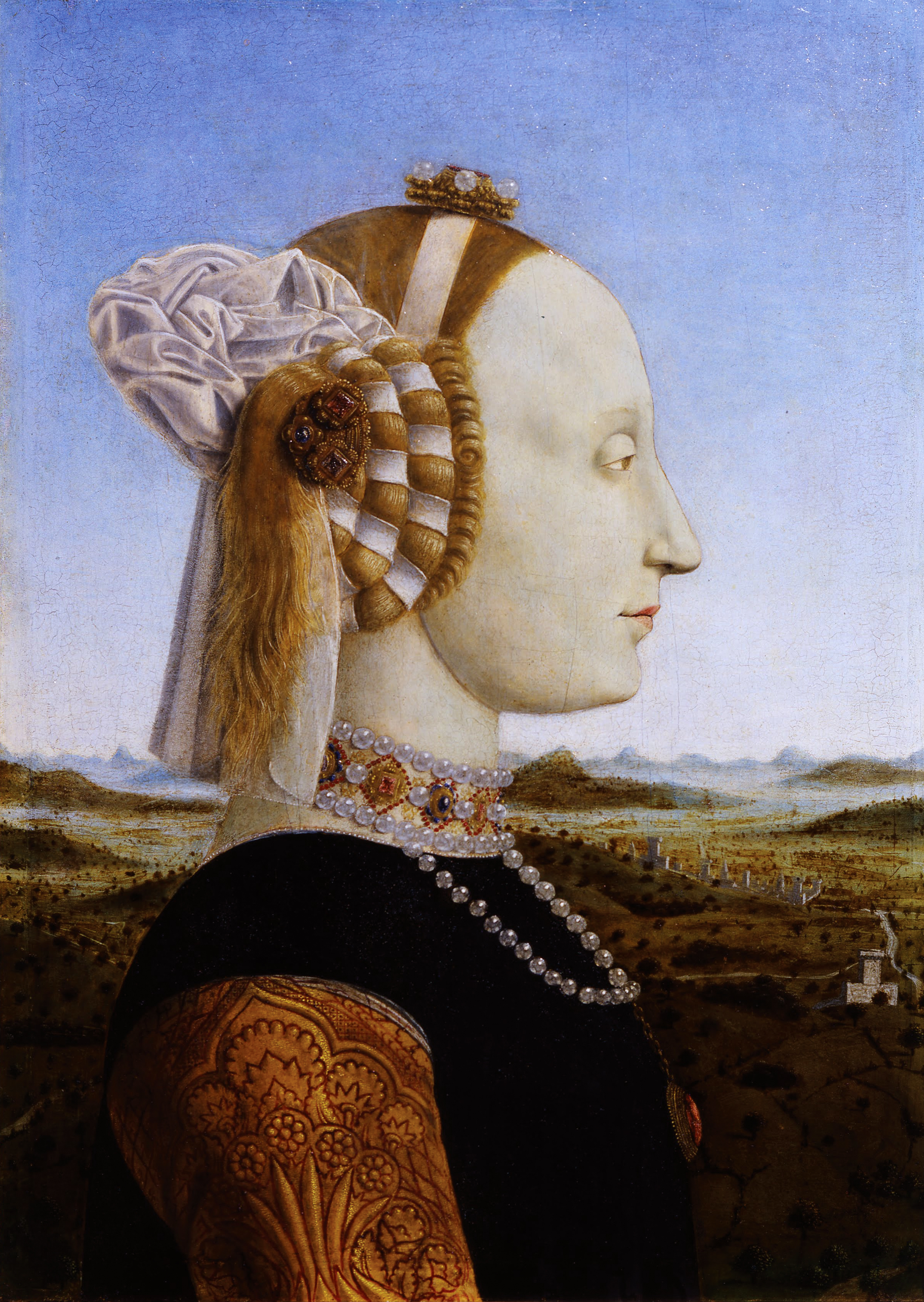
Battista Sforza

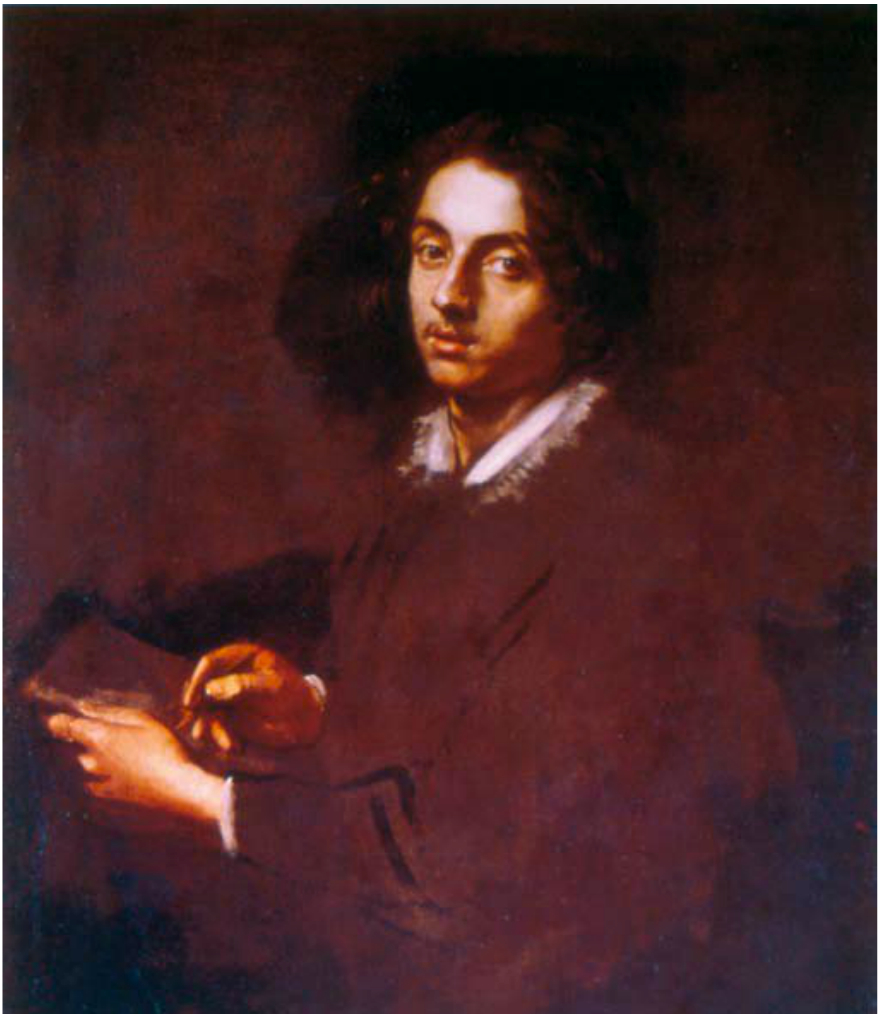
Simone Cantarini

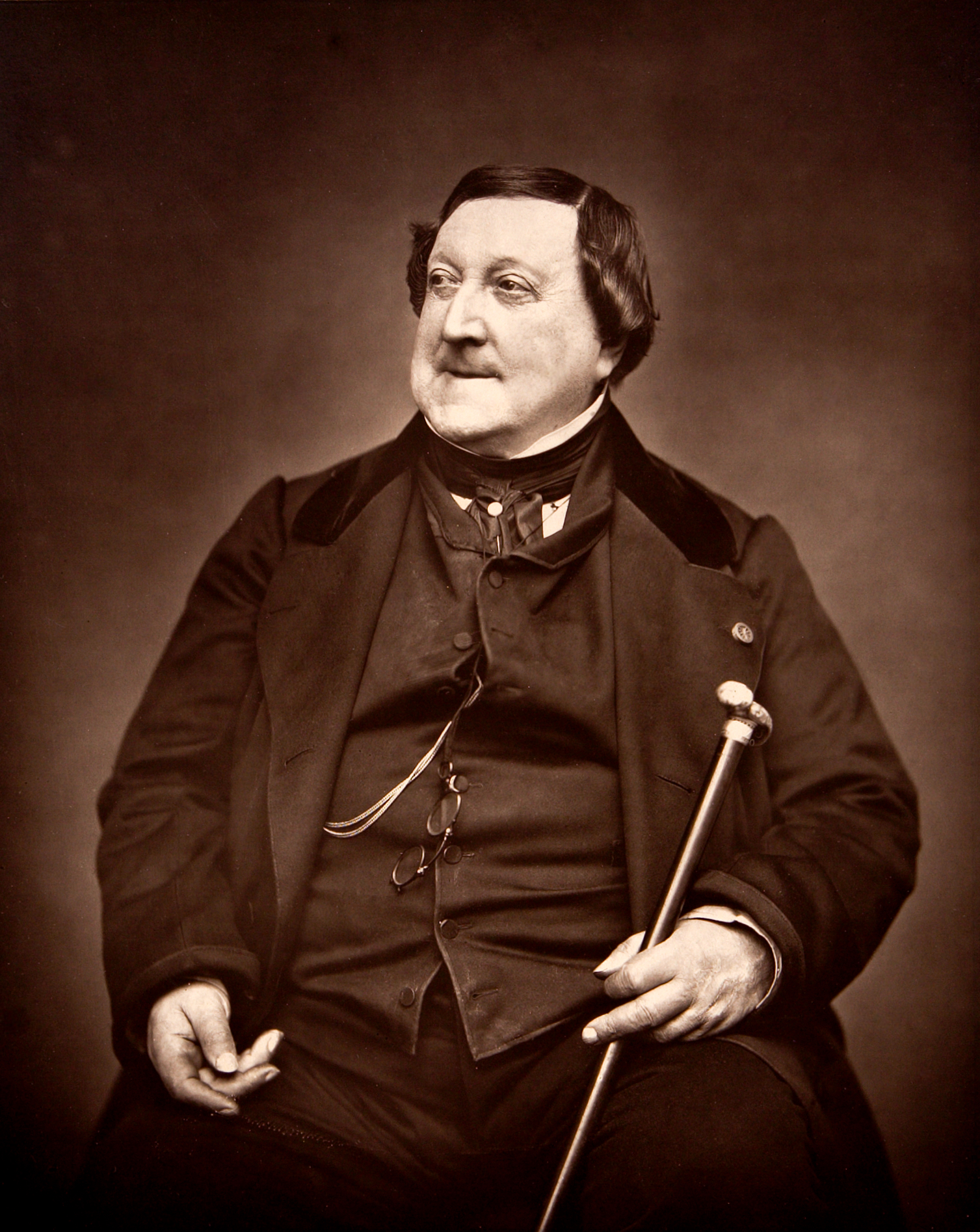
Gioachino Rossini

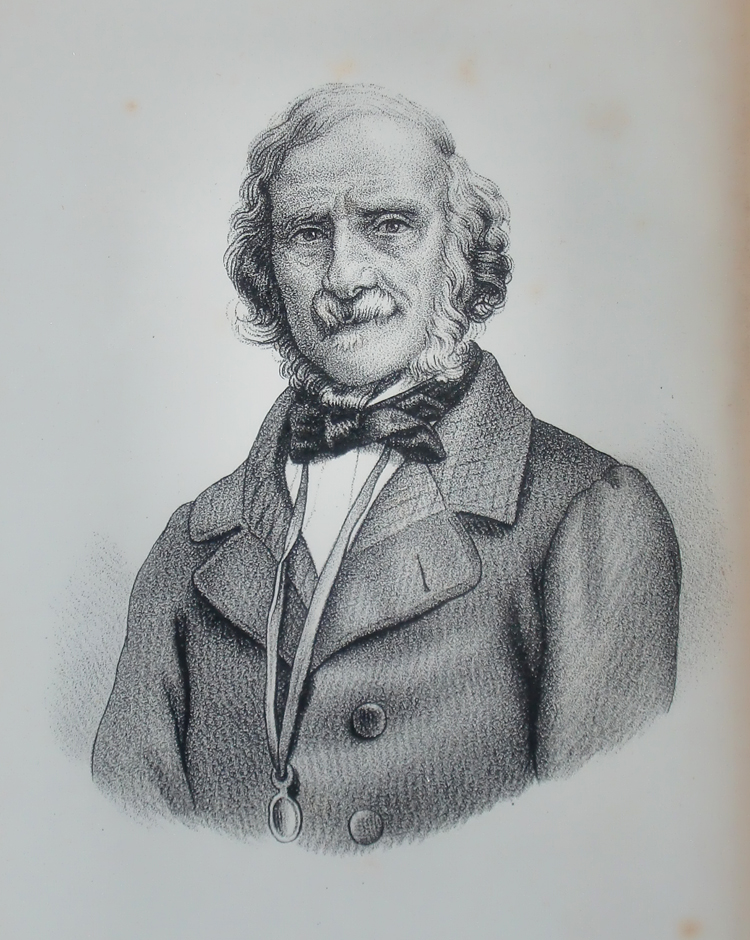
Terenzio Mamiani

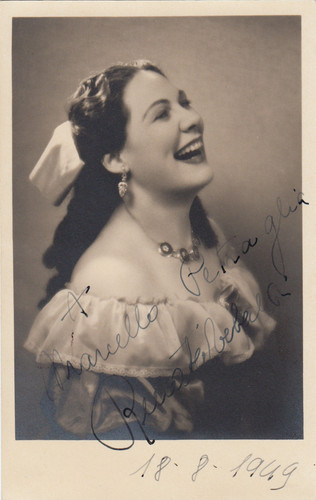
Renata Tebaldi

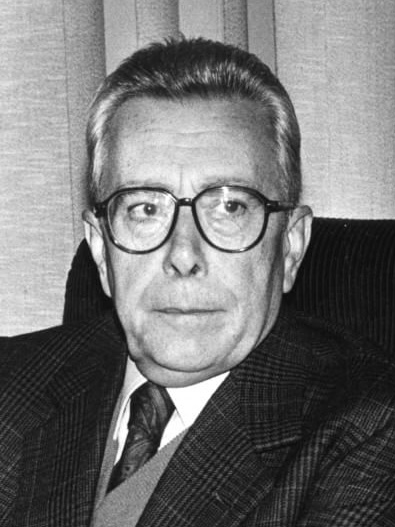
Arnaldo Forlani

### Bis 1499
- Lucius Accius (≈170 v. Chr.– ≈ 90 v. Chr.), römischer Tragödiendichter
- Marcus Arrecinus Clemens, (fl. 41 n. Chr.), römischer Prätorianerpräfekt
- Gaius Aufidius Victorinus, (2. Jhdt. n. Chr.), römischer Konsul
- Gaius Aufidius Victorinus, (2. Jhdt. n. Chr.-3. Jhdt. n. Chr.), römischer Konsul
- Guglielmo Ebreo (≈1420; † nach 1484), Tänzer, Tanzmeister und Tanztheoretiker
- Pandolfo Collenuccio (1444–1504), Humanist, Historiker und Jurist
- Battista Sforza (* um 1446; † 1472), Herzogin von Urbino
- Costanzo I. Sforza (1447–1483), Condottiere
- Giovanni Sforza (1466–1510), Herr von Pesaro
- Giovan Giacomo Leonardi (1498–1562), Jurist und Diplomat

### 1500–1699
- Guidobaldo del Monte (1545–1607), Mathematiker, Philosoph und Astronom
- Francesco Maria II. della Rovere (1549–1631), Herzog von Urbino
- Ludovico Zacconi (1555–1627), Komponist und Musiktheoretiker
- Lavinia della Rovere (1558–1632), Adelige
- Vincenzo Pellegrini (≈1562–1630), Komponist und Kapellmeister
- Nicola Sabbatini (1574–1654), Architekt, Ingenieur und Pionier in der Technik der Bühnenmaschinerie
- Giuseppe Zongo Ondedei (um 1600–1674), Diplomat und Bischof von Fréjus
- Federico Ubaldo della Rovere (1605–1623), Herzog von Urbino
- Simone Cantarini, genannt il Pesarese (1612–1648), Maler
- Vittoria della Rovere (1622–1694), Großherzogin der Toskana
- Fabio Olivieri (1658–1738), Kardinal der Römischen Kirche
- Francesco Maria Abbati (1660–1735), römisch-katholischer Bischof von Carpentras

### 1700–1899
- Pasquale Bini (1716–1770), Violinvirtuose und Komponist
- Carlo Mosca Barzi (1720–1790), Gelehrter aus Pesaro
- Vincenzo degli Abbati Olivieri (1728–1794), Musikkritiker und Komponist
- Filippo Carandini (1729–1810), Kardinal der Römischen Kirche
- Luigi Tomasini (1741–1808), Violinist und Komponist
- Vincenzo Federici (1764–1826), Komponist
- Luigi Bassi (1766–1825), Opernsänger
- Nivardo Tassini (1775–1852), römisch-katholischer Geistlicher, Zisterzienser, Abt und Generalabt
- Luigi Ciacchi (1788–1865), Kurienkardinal
- Antonia Pallerini (1790–1870), Primaballerina
- Gioachino Rossini, (1792–1868), Komponist
- Terenzio Mamiani (1799–1885), Philosoph, Politiker, Diplomat, Schriftsteller, Poet und Freiheitskämpfer
- Vito D’Ancona (1825–1884), Maler
- Sara Nathan (1819–1882), Patriotin
- Antonio Cecchi (1849–1896), Entdecker
- Mario Borgoni (1869–1936), Maler, Illustrator und Graphiker
- Vincenzo Lucci-Chiarissi (1899–nach 1960), Filmproduzent, Filmregisseur und Drehbuchautor

### 1900–1950
- Tonino Benelli (1902–1937), Motorradrennfahrer und Unternehmer
- Dorino Serafini (1909–2000), Rennfahrer
- Elsa De Giorgi (1914–1997), Schauspielerin, Schriftstellerin und Filmregisseurin
- Maria Luisa Righini-Bonelli (1917–1981), Wissenschaftshistorikerin, Professorin und Museumsdirektorin
- Scevola Mariotti (1920–2000), Klassischer Philologe
- Renata Tebaldi (1922–2004), Opernsängerin
- Livio Isotti (1927–1999), Radrennfahrer
- Zeffiro Furiassi (1923–1974), Fußballspieler und -trainer
- Arnaldo Forlani (1925–2023), Politiker
- Riz Ortolani (1926–2014), Film-Komponist
- Bruno Cesari (1933–2004), Artdirector und Szenenbildner
- Gianfranco Paolucci (* 1934), Fechter
- Angelo Romani (1934–2003), Schwimmer
- Sauro Scavolini (1934–2022), Drehbuchautor und Filmregisseur
- Alessandro Ninchi (1935–2005), Schauspieler, Regisseur und Drehbuchautor
- Anna Maria Alberghetti (* 1936), Schauspielerin und Sängerin (Sopran)
- Milla Sannoner (1938–2003), Film- und Fernsehschauspielerin
- Antonio Carile (* 1940), Mediävist und Byzantinist
- Enrico Paolini (1945–2025), Radrennfahrer
- Walter Ricci (* 1946), französischer Radrennfahrer

### Ab 1950
- Giuliana Gamba (* 1953), Filmregisseurin
- Juri Fazi (* 1961), Judoka
- Andrea Magi (* 1966), Boxer
- Barbara Tartaglia (* 1966), Schauspielerin, Tänzerin und Sängerin
- Gianni Morbidelli (* 1968), Rennfahrer
- Paolo Marzocchi (* 1971), Komponist und Konzertpianist
- Massimo Giunti (* 1974), Radrennfahrer
- Chiara Sambuchi (* 1975), Journalistin und Regisseurin
- Massimo Ambrosini (* 1977), Fußballspieler
- Michele Mariotti (* 1979), Dirigent
- Filippo Magnini (* 1982), Schwimmer
- Federico Canuti (* 1985), Radrennfahrer
- Raffaella Manieri (* 1986), Fußballspielerin
- Maria Antonietta (* 1987), Musikerin
- Axel Rombaldoni (* 1992), Schachspieler
- Eleonora Vandi (* 1996), Mittelstreckenläuferin
- Luca Nardi (* 2003), Tennisspieler

## Berühmte Einwohner von Pesaro
- Alessandro Sforza (1409–1473), Condottiere und Herr von Pesaro
- Luciano Laurana (≈1420/25–1479), Architekt
- Seraphina Sforza (1434–1478), Adelige und Nonne
- Francesco Maria I. della Rovere (1490–1538), Herzog von Urbino
- Vittoria Farnese (1521–1602), Herzogin von Urbino
- Giovanni Francesco Guerrieri (1589–1657), Maler
- Giovanni Battista Passeri, Priester und Altertumsforscher
- Giuseppe Albani (1750–1834), Kardinal
- Antonio Capece Minutolo (1768–1838), Politiker und Schriftsteller
- Nicola Vaccai (1790–1848), Sänger, Komponist und Gesangspädagoge
- Duncan Mackenzie (1861–1934), schottischer Archäologe
- Amilcare Zanella (1873–1949), Pianist und Komponist
- Riccardo Zandonai (1883–1944), Komponist und Dirigent
- Annibale Ninchi (1887–1967), Schauspieler
- Nello Iacchini (1919–1977), Widerstandskämpfer
- Alberto Zedda (1928–2017), Dirigent und Musikwissenschaftler
- Giuliano Vangi (1931–2024), Bildhauer
- Giuseppe Tonucci (1938–1988), Radrennfahrer